# 渡辺達徳
渡辺 達徳（わたなべ たつのり、1955年6月 - ）は、日本の法学者。民法学者。専門は、民法・財産法全般・消費者法。中央大学教授・東北大学教授を経て、東北大学名誉教授。神奈川県出身。

## 略歴
1979年、中央大学法学部法律学科卒業。民間企業勤務を経て、1990年、中央大学大学院法学研究科博士後期課程満期取得退学。1990年、小樽商科大学短期大学部専任講師。1991年、小樽商科大学商学部助教授。1996年、中央大学法学部助教授。1999年、中央大学法学部教授。2004年、中央大学法科大学院教授。2009年、東北大学法科大学院教授。2013年、東北大学法学部学部長・東北大学法科大学院長。2015年、同大学院法科学研究科法制実務教育研究センター長。2021年同定年退職。同名誉教授。
この他に、2005年、不動産鑑定士試験第2次試験委員。2005年旧司法試験第二次試験考査委員（~2008年）。2009年、新司法試験第二次試験考査委員（~2015年）。2011年、仙台市消費生活審議会長（~2019年）。2016年、国民生活センター紛争解決委員会委員（~2020年）を歴任。

## 著書
- 『民法総則 stepupシリーズ』（野澤正充ほか共著、不磨書房、2001年）
- 『民法渡辺道場』（日本評論社、2005年）
- 『マルシェ債権各論』（宮本健蔵ほか共著、嵯峨野書院、2007年）
- 『債権総論』（野澤正充と共著、弘文堂、2007年初版・2011年第2版）
- 『法学講義　民法5』（池田真朗ほか共著、悠々社、2008年）
- 『新民法講義(2)物権・担保物権法』（石崎泰雄ほか共著、成文堂、2010年）
- 『新民法講義(5)事務管理・不当利得・不法行為』（石崎泰雄ほか共著、成文堂、2011年）
- 『基本講座民法2（債権法）』（平井一雄ほか共著、信山社出版、2012年）